# Портрет Дмитрия Андреевича Левина
«Портрет Дмитрия Андреевича Левина» — картина Джорджа Доу и его мастерской, из Военной галереи Зимнего дворца.
Картина представляет собой погрудный портрет в профиль генерал-майора Дмитрия Андреевича Левина из состава Военной галереи Зимнего дворца.
К началу Отечественной войны 1812 года полковник Левин был шефом Сибирского гренадерского полка и командовал 3-й бригадой 2-й гренадерской дивизии, отличился в Бородинском сражении. Во время Заграничных походов 1813 и 1814 годов сражался в Силезии и Саксонии, в сражениях под Лютценом и Лейпцигом был ранен и за боевые отличия был произведён в генерал-майоры.
Изображён в генеральском мундире, углы воротника ошибочно показаны прямыми вместо скошенных. Из-за выбранного художником ракурса награды Левина не видны (должны присутствовать как минимум нагрудная звезда ордена Св. Анны 1-й степени, шейный крест ордена Св. Владимира 3-й степени и нагрудный крест ордена Св. Георгия 4-го класса, возможны медали «В память Отечественной войны 1812 года» , а также шейный крест прусского ордена Пур ле мерит). В правом нижнем углу подпись художника и дата: painted fm Nature by G. DAWE RA 1823. С тыльной стороны картины надписи: Lewine и Geo Dawe RA pinxt. Подпись на раме: Д. А. Левинъ, Генералъ Маiоръ.
7 августа 1820 года Левин был включён в список «генералов, заслуживающих быть написанными в галерею» и 19 мая 1822 года император Александр I приказал написать его портрет. Сам Левин с 1820 года находился в отставке и постоянно проживал в своём имении в Калужской губернии. В делах Инспекторского департамента Военного министерства имеется запись, датированная 1 июля 1822 года, о том, что художнику для копирования был доставлен портрет-прототип. Однако это противоречит надписи самого Доу на портрете, что тот был написан с натуры. Известно, что в июле 1823 года Левин приезжал в Санкт-Петербург. А. А. Подмазо на этом основании выдвигает версию о том, что сначала Левин прислал свой портрет для копирования, однако потом переменил своё решение и явился в столицу сам, где встретился с Доу, после чего и был написан портрет. Гонорар Доу за написанный портрет был выплачен 25 апреля и 7 ноября 1823 года. Готовый портрет поступил в Эрмитаж 7 сентября 1825 года. Портрет, первоначально присланный Левиным для копирования, современным исследователям неизвестен.